# Zagrad (Radeče, Slovenija)
Zagrad je naselje u slovenskoj Općini Radeču. Zagrad se nalazi u pokrajini Štajerskoj i statističkoj regiji Savinjskoj. 

## Stanovništvo
Prema popisu stanovništva iz 2002. godine naselje je imalo 93 stanovnika.